# Gilles Tréhin
Gilles Tréhin (1972) is een Franse kunstenaar, auteur, autist en savant, en schepper van de imaginaire stad Urville.

## Leven
Tréhin sprak pas op zijn derde zijn eerste woord (verbazingwekkend genoeg 'vliegtuig'). Op zijn vijfde ontdekte hij priemgetallen en driedimensionaal tekenen. Op zijn zesde werd zijn gehoor getest en als uitmuntend beschouwd. Eveneens werd vastgesteld dat hij zonder na te denken complexe vraagstukken op het vlak van rekenen kon uitvoeren. Op zijn achtste kregen zijn ouders zijn diagnose van het savantsyndroom te horen.
Sinds 2003 heeft Tréhin een verhouding met de autistische wiskundige Catherine Mouet. 
Zijn boek, getiteld 'Urville', is gebaseerd op zijn geschriften over de geschiedenis, geografie, cultuur en economie van zijn fictieve stad. Het bevat 300 tekeningen van verschillende districten van Urville. Tréhin woont in het Zuiden van Frankrijk.